# Le coup du berger
Le coup du berger è un cortometraggio del 1956 diretto da Jacques Rivette.
Prodotto da Pierre Braunberger, Etienne Loineau e Claude Chabrol, grazie ad un'eredità della moglie di quest'ultimo, è un cortometraggio in 35 millimetri e primo film professionale della Nouvelle Vague. Girato nell'appartamento di Chabrol, racconta la storia di una furberia mal riuscita. Il titolo del film, fa riferimento ad una mossa degli scacchi chiamata in francese coup du berger (lett. "colpo del pastore"), corrispondente all'italiano matto del barbiere.
La trama è sostanzialmente identica a quella di un episodio del film Accadde al commissariato del 1954 di Giorgio Simonelli con Nino Taranto, film che sembra non essere stato distribuito in Francia, anche se Chabrol affermò che la storia era conosciuta da tempo.

## Trama
Claire è sposata con Jean ma ha anche un amante: Claude. Quest'ultimo le regala una pelliccia. Claire non può presentarsi al marito con la pelliccia perché sospetterebbe qualcosa. Così inventa uno stratagemma per potersi portare a casa il regalo. Mette la pelliccia in una vecchia valigia e poi la consegna al deposito bagagli della stazione. Claire poi racconta al marito di aver trovato casualmente una ricevuta di consegna sul taxi che la riportava a casa e manda il marito stesso a ritirare la valigia.
Quando il marito porta a casa la valigia, Claire vi trova sì una pelliccia, ma di coniglio. Il sospetto che il marito l'abbia sostituita diviene un fatto quando, ad una festa, vede la sorella con addosso la sua pelliccia, svelando così che anche il marito ha un'amante.